# César Maia

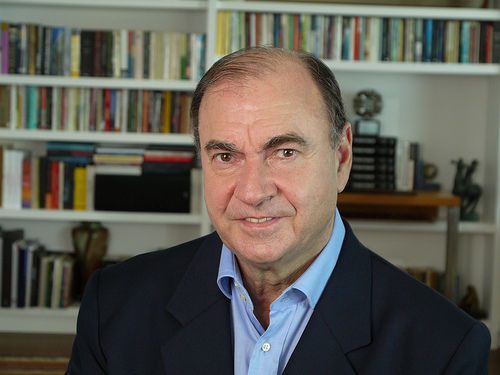
César Maia

César Epitácio Maia (* 18. Juli 1945 in Rio de Janeiro) ist ein brasilianischer Geschäftsmann und Politiker. Er war dreimal Bürgermeister der Stadt Rio de Janeiro, von 1993–1997, 2001–2005 und 2005–2009 für das PDMB und später die PFL, heute Democratas (DEM). Vom 1. Februar 1987 bis 15. März 1992 war er Abgeordneter seines Heimatstaates Rio de Janeiro in der Abgeordnetenkammer des Nationalkongresses. Seit 1. Januar 2013 ist er Stadtrat von Rio de Janeiro.
César Maia ist im Stadtteil Copacabana geboren. Er gehörte der Kommunistischen Partei Brasiliens an und stellte sich der Militärdiktatur entgegen. Da er vom Regime verfolgt wurde, flüchtete er nach Chile. Dort studierte er zusammen mit weiteren brasilianischen Exilanten Wirtschaftswissenschaften an der Universidad de Chile. 1973 kehrte er in seine Heimat zurück.
In seiner politischen Laufbahn wechselte er sechsmal die Parteimitgliedschaft.

## Privates
Maia ist mit der Chilenin Mariangeles Ibarra Maia verheiratet. Ihr gemeinsamer Sohn Rodrigo Maia ist Präsident der Democratas.